# Embelia phaeadenia
Embelia phaeadenia är en viveväxtart som beskrevs av Otto Stapf. Embelia phaeadenia ingår i släktet Embelia och familjen viveväxter. Inga underarter finns listade i Catalogue of Life.